# Verwaltungsgemeinschaft Boos
Die Verwaltungsgemeinschaft Boos im schwäbischen Landkreis Unterallgäu des deutschen Bundeslandes Bayern besteht seit der Gemeindegebietsreform am 1. Mai 1978. Ihr gehören als Mitgliedsgemeinden an:
1. Boos, 2268 Einwohner, 17,59 km²
2. Fellheim, 1122 Einwohner, 5,07 km²
3. Heimertingen, 1801 Einwohner, 13,84 km²
4. Niederrieden, 1493 Einwohner, 13,89 km²
5. Pleß, 875 Einwohner, 15,39 km²

Sitz der Verwaltungsgemeinschaft ist Boos.